# Нью-Гемпшир
Нью-Гемпшир (англ. New Hampshire) — штат в регіоні Нова Англія на Північному Сході США. Межує з Массачусетсом на півдні, Вермонтом на заході, Меном і Атлантичним океаном на сході та з канадською провінцією Квебек на півночі. Нью-Гемпшир є 5-тим штатом США за найменшою площею та 10-тим штатом за найменшою чисельністю населення.
Столицею штату є місто Конкорд; найбільшим містом є Манчестер. У штаті відсутній загальний податок з продажу та податки на доходи (окрім податку на відсоткові доходи та дивіденди). Нью-Гемпширські внутрішньопартійні вибори є першими праймеріз у циклі виборів президента США. На автомобільних номерах штату міститься його девіз «Живи вільним або помри». Прізвиськом штату є «гранітний штат», що посилається на великі гранітні поклади та кар'єри.
У січні 1776 року Нью-Гемпшир став першою з британських північноамериканських колоній, які встановили уряд, незалежний від Королівства Великої Британії, і став першим штатом, який прийняв власну конституцію. Шістьма місяцями потому, Нью-Гемпшир став однією з 13-ти колоній, які підписали Декларацію незалежності США, а в червні 1788 року став дев'ятим штатом, який ратифікував Конституцію США, надаючи документу чинності.
Історично Нью-Гемпшир був важливим центром виробництва текстилю, взуття та паперу, а компанія Amoskeag Manufacturing у Манчестері свого часу була найбільшим у світі підприємством у галузі бавовняного текстилю. Уздовж річок штату розташовувались численні фабрики, головно — уздовж річок Меррімак і Коннектикут. Наприкінці XIX—на початку XX століття до Нью-Гемпшира переселилась значна кількість франко-канадців для роботи на фабриках; штат досі значиться другим у США за відсотком людей (24,5 %), що вважають себе франко-американцями.
У 1930-х—1940-х роках такі промислові центри як Манчестер, Нашуа та Берлін зазнали значого удару, коли важливі мануфактурні індустрії покинули Нову Англію, переїхавши на Південь США або закордон, відображаючи загальнонаціональні тенденції. У 1950-х—1960-х роках низка оборонних підприємств (зокрема Sanders Associates в Нашуа) розпочали роботу в будівлях колишніх фабрик, а в 1980-х роках стався демографічний вибух на півдні Нью-Гемпшира, коли з регіоном Великого Бостону було сполучено основні автомагістралі, а в штаті виникло декілька спальних містечок.
Володіючи одними з найвищих гірськолижних вершин на Східному узбережжі, Нью-Гемпшир має рекреаційну галузь з атракціями для катання на лижах і снігоходах, пішохідного туризму, альпінізму (гора Монаднок на південному заході штату є однією з найчастіше підкорюваних вершин у США), спостерігання за гамою осіннього листя, літні котеджі вздовж багатьох озер і морського узбережжя, а також мотоспорт з його Нью-Гемпширським мотоспідвеєм та Мотоциклетним тижнем — популярним моторалі, що проводиться щочервня на Веірс-Біч у Лаконії. Білогірський національний ліс сполучає частини Вермонта і Мена з Аппалачською стежкою; через ліс пролягає Вашинґтонська автодорога, якою туристи можуть виїхати на саму вершину гори Вашинґтон (1917 м).
Серед видатних особистостей із Нью-Гемпшира — батько-засновник Ніколас Ґілмен, сенатор Даніель Вебстер, герой Війни за незалежність Джон Старк, редактор Горас Ґрілі, засновник релігії християнська наука Мері Бейкер Едді, поет Роберт Фрост, астронавт Алан Шепард, рок-музикант Ронні Джеймс Діо, письменник Ден Браун, актор Адам Сендлер, винахідник Дін Кеймен, гумористи Сара Сільверман і Сет Меєрс, ресторатори Річард і Моріс Макдональди та американський президент Франклін Пірс.

## Етимологія
Назву штатові дав капітан Джон Мейсон на честь південноанглійського графства Гемпшир.

## Географія

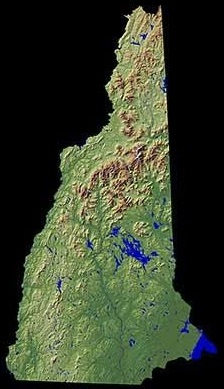
Виділена карта рельєфу Нью-Гемпшира

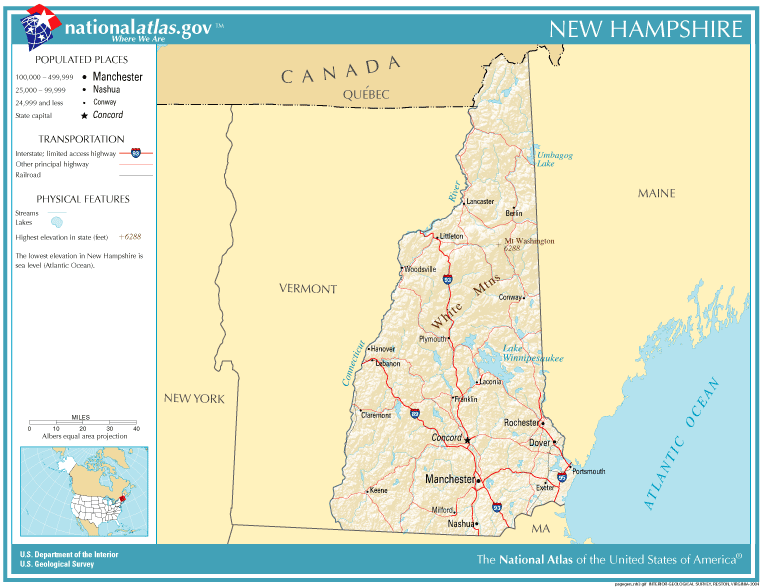
Карта Нью-Гемпшира з позначеними дорогами, річками та основними містами

Нью-Гемпшир є частиною 6-штатного регіону Нова Англія. На півночі та північному заході штат межує з канадською провінцією Квебек; на сході з Меном і Атлантичним океаном; на півдні з Массачусетсом; на заході з Вермонтом. Основними регіонами Нью-Гемпшира є Великі північні ліси, Білі гори, Озерний регіон, Узбережжя, Меррімацька долина, Монадноцький регіон і регіон Дармут-Санапі. Штат володіє найкоротшим океанічним узбережжям з усіх прибережних штатів (29 км; за іншим способом підрахунку — 21 км). Нью-Гемпшир був домівкою для скельного утворення під назвою «Старий чоловік з гори» зі схожим на обличчя профілем, розташованого в Франконія-Нотч; утворення розпалося у травні 2003 року.

## Історія

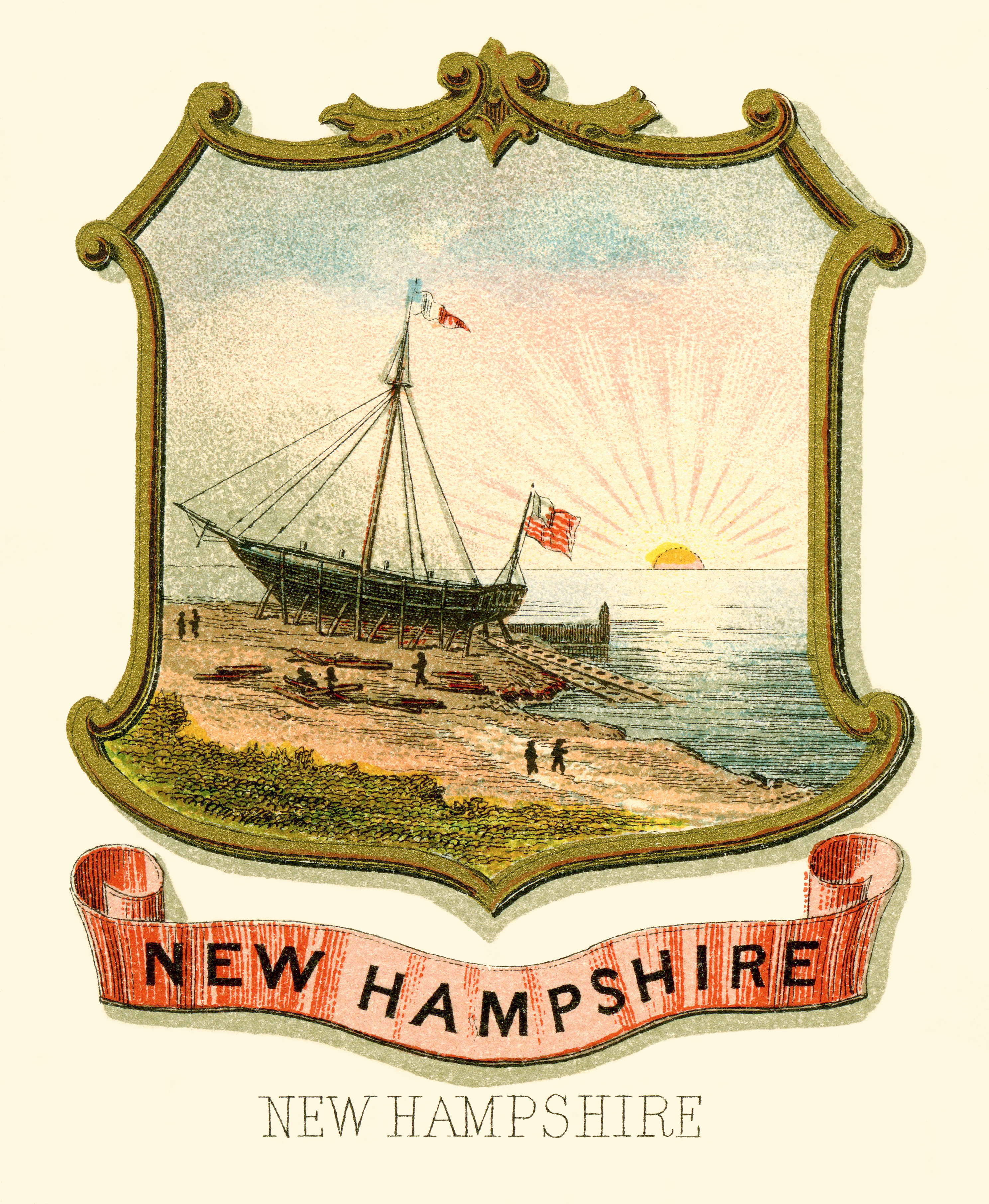
Історичний герб Нью-Гемпшира (1876)

«Місце першого будинку в Нью-Гемпширі, нинішню будівлю зпоруджено 1750 року» (Губ. В. Б. Вентворт, Нью-Йоркська громадська бібліотека)

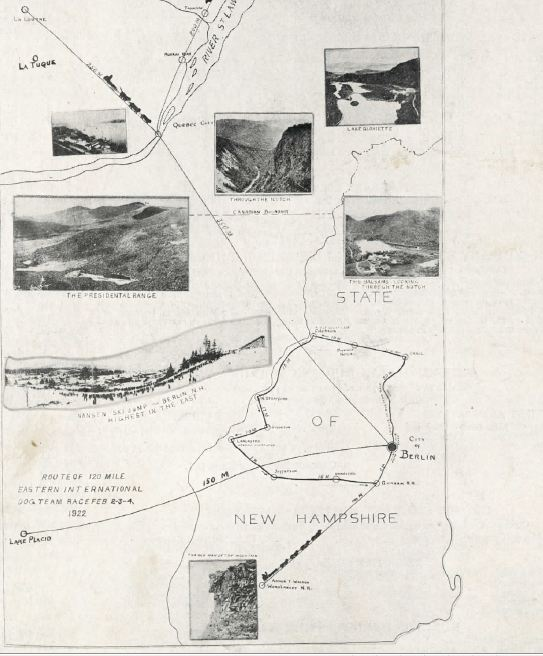
Карта Нью-Гемпшира (1922 рік), опублікована в бюлетені Браун Компані в Берліні

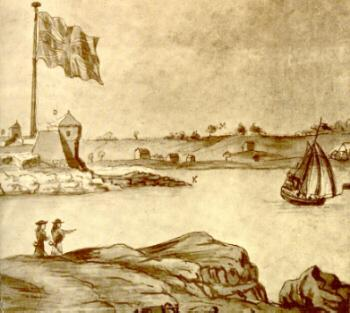
Форт Вільям і Мері (1705 рік)

До заселення європейцями на даній території мешкали різноманітні алгокінськомовні племена абенаків, головно належних до народів андроскоггінів і пенакуків. Незважаючи на подібну мову, їхня культура та релігія значно відрізнялась від таких в алгокінців. Англійські та французькі мандрівники вперше прибули в цей регіон у 1600—1605 роках, а Девід Томпсон оселився в Одіорнс-Поінт на місці нинішнього Рая 1623 року. Першим постійним поселенням став Гілтонс-Поінт (нинішній Довер). На 1631 рік Верхня плантація займала територію теперішніх Довера, Дургема та Стретгема; 1679 року вона стала «королівською провінцією». На території Нью-Гемпшира проходили битви колонізаторів та Вабенацької конфедерації в рамках Війни Даммера.
Нью-Гемпшир був однією з 13-ти колоній, що збунтувались проти британського правління упродовж Американської революції. На час революції Нью-Гемпшир був поділеною провінцією. Економічне та соціальне життя в Прибережному регіоні розгорталось довкола лісопилень, корабелень, торгових складів і розвинутих сільських та містечкових центрів. Заможні торговці будували великі будинки, меблювали їх предметами розкоші й інвестували свій капітал у торгівлю та земельне спекулювання. На іншому ж кінці соціальної драбини розвивався цілий клас денних робітників, моряків, контрактних слуг і навіть рабів.
Єдиною битвою, дії якої розгортались в Нью-Гемпширі, був рейд на Форт Вільям і Мері (Портсмутська гавань, 14 грудня 1774 року), в ході якого бунтівники захопили значні кількості пороху, малу зброю та гармату (генерал Салліван, лідер рейду описував його так: «залишки пороху, дрібна зброя, багнети, коробки з картеччю разом із гарматою та артилерійським забезпеченням») протягом двох ночей. Рейдові передувало попередження, яке днем раніше, 13 грудня 1774, Пол Ревір передав місцевим патріотам, про те що форт буде підсилено загонами, що припливуть із Бостона. Згідно з даними непідтверджених джерел, вказаний порох згодом використовувався під час Битви за Банкер-гілл, куди його транспортував майор Демеріт, один із Нью-Гемпширських патріотів, які зберігали порох у своїх оселях аж до появи потреби в ньому для революційних дій. Протягом рейду британські солдати відкривали вогонь по бунтівниках із гармати та мушкетів. Завершившись, вочевидь, без жертв, це були одні з перших пострілів періоду Американської революції, відбувшись приблизно за 5 місяців до Битв при Лексінґтоні та Конкорді.
21 червня 1788 року Нью-Гемпшир став 8-мим штатом, який ратифікував Конституцію США.
Нью-Гемпшир був джексонівською твердинею; на виборах 1852 року штат дав Сполученим Штатам президента Франкліна Пірса. Індустріалізація в штаті проявилась у формі численних текстильних фабрик, що стали принадою для великих потоків іммігрантів з Квебека (франко-канадців) та Ірландії. На півночі штату відбувалось виробництво лісоматеріалів, а в гірській місцевості розвивався туризм. У 1960-х роках текстильна промисловість занепала, а економіка перебудувалась довкола високих технологій та сектору надання послуг.
З 1952 року Нью-Гемпшир опинився в центрі національної та міжнародної уваги через президентські праймеріз, що проводяться на початку кожного року, в який проводяться президентські вибори. Штат миттєво став одним із найважливіших тестувальних майданчиків для кандидатів на номінацію від Республіканської та Демократичної партії. ЗМІ надають Нью-Гемпширу та Айові близько половини уваги, віддаваної усім штатам у ході праймеріз, посилюючи важливість штату в процесі прийняття рішень, що породило неодноразові спроби іншоштатних політиків змінити правила проведення праймеріз.

## Економіка
- Загальна зайнятість (2016): 594 243
- Кількість роботодавців: 37 868

Бюро економічного аналізу оцінює загальний ВВП штату 2018 року у 86 мільярдів доларів (40-ве місце у США). Медіанний дохід господарства 2017 року становив 74 801 долар (4-те місце в державі). Сільське господарство виробляє молочні продукти, розсаду, яловичину, яблука та яйця. Промисловість продукує машинні механізми, електричне обладнання, гуму та пластикові вироби. Важливою складовою економіки штату також є туризм.
Упродовж 20-го сторіччя в Нью-Гемпширі відбувся потужний зсув економічної бази. Історично економіка штату складалась із традиційних для Нової Англії текстильного, взуттєвого та малого машинного промислу із залученням дешевої робочої сили з околичних ферм та Квебеку. Тепер у загальній вартості вироблених продуктів ці сектори становлять лише 2% текстильний, 2% шкіряний і 9% машинний промисел. Різке падіння пояснюється технічним застарінням фабрик і привабливістю для виробників нижчих зарплат на півдні США.
Нині економіка Нью-Гемпширу є диверсифікованою та наростальною: зростання ВВП 2018 року становив 2,2%. 2018 року найбільшими за вкладом у ВВП секторами економіки були: 1) ринок нерухомості, оренди та лізингу (15%); 2) професійні бізнес-послуги (13%); 3) виробництво (12%); 4) держава та державні послуги (10%); 5) охорона здоров'я та соціальні служби (9%).
У штаті немає податків на прибуток і продаж.

## Галерея

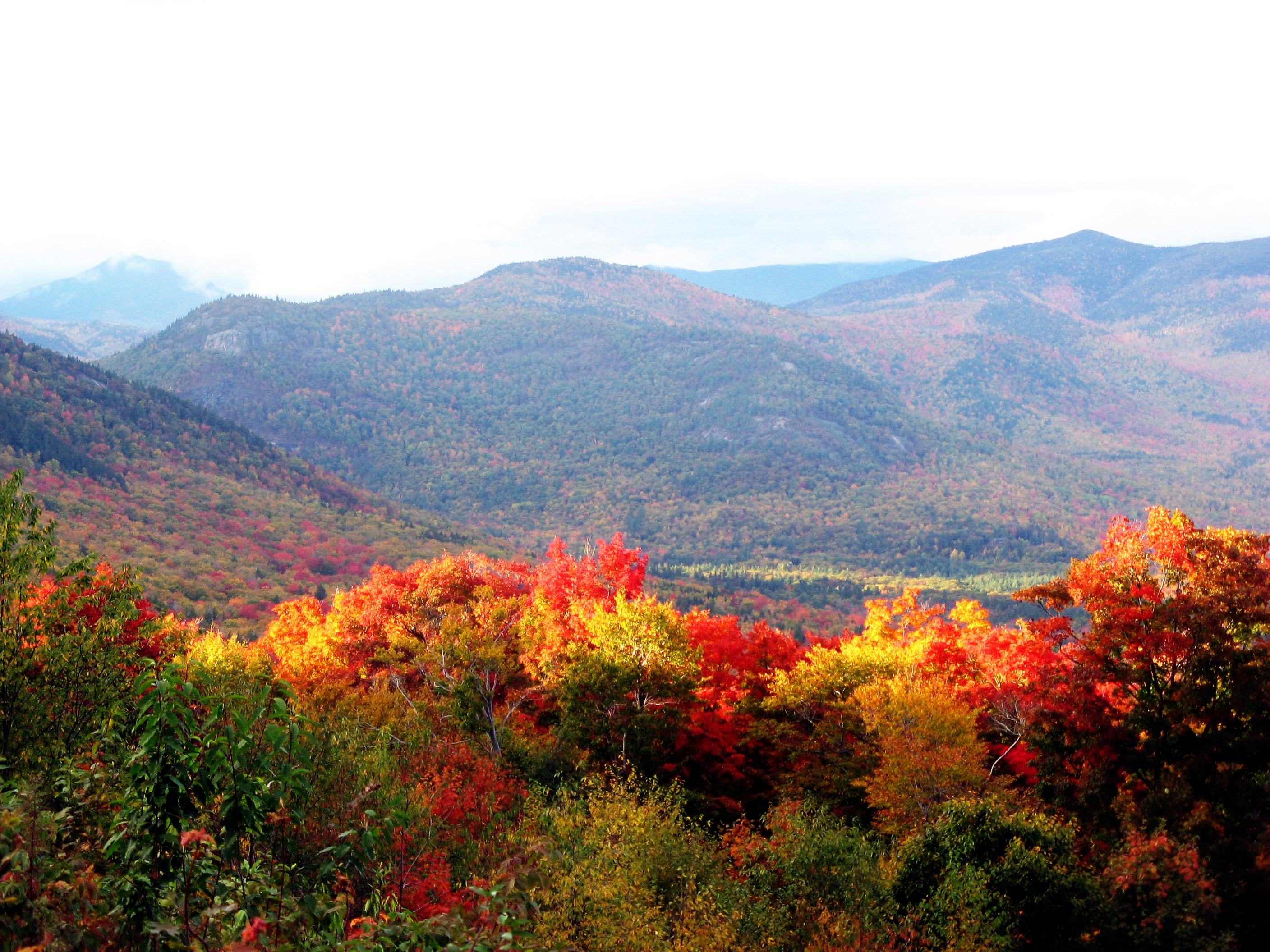
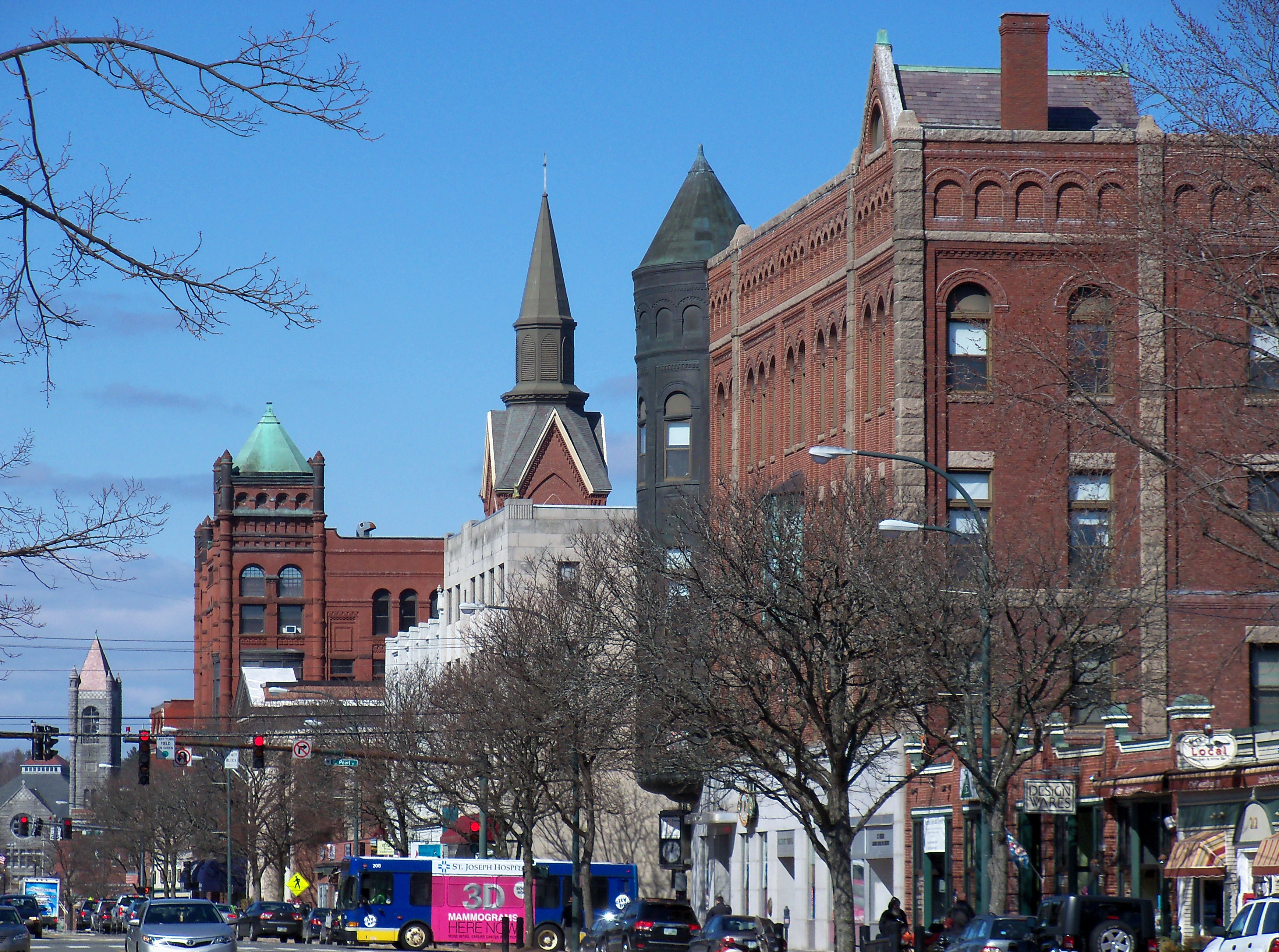
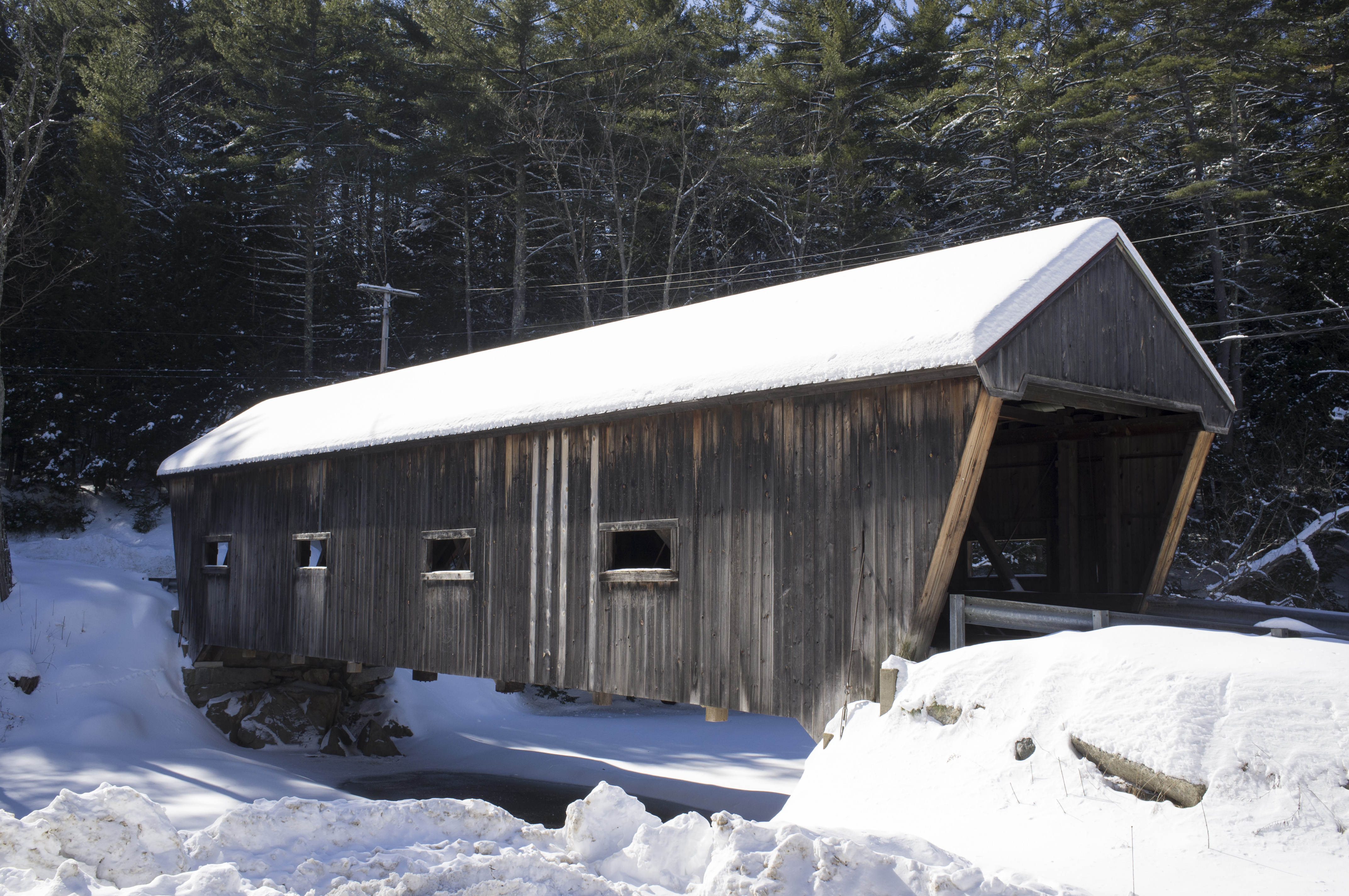

## Склад населення

### За національністю
- // 25,8 % Канадські французи/Акадійці/Французи
- 22,5 % Ірландці
- 19,3 % Англійці
- 10,5 % Італійці
- 9,7 % Німці
- 4,9 % Шотландці
- 4,4 % Поляки
- 4,1 % Американці
- 2,0 % Шведи
- 1,4 % Португальці

### За мовою
Мовний склад населення (2010) 
| Мови          | Частка людей старше 5 років, % |
| ------------- | ------------------------------ |
| Англійська    | 91,95                          |
| Іспанська     | 2,17                           |
| Французька    | 2,14                           |
| Португальська | 0,37                           |
| Китайська     | 0,29                           |
| Німецька      | 0,26                           |
| Грецька       | 0,24                           |
| Хінді         | 0,18                           |
| Італійська    | 0,17                           |
| В'єтнамська   | 0,17                           |
| інші          | 2,06                           |

## Відомі люди
- Мері Бейкер Едді,
- Роберт Фрост.